# Motmot à tête rousse
Momotus mexicanus
Espèce
Statut de conservation UICN

 LC  : Préoccupation mineure
Le Motmot à tête rousse (Momotus mexicanus) est une espèce d'oiseau appartenant à la famille des Momotidae.

## Répartition
Son aire s'étend à travers l'Ouest du Mexique et le Guatemala.

## Habitat
Ses habitats naturels sont les forêts tropicales ou subtropicales sèches, les forêts de plaine tropicale ou subtropicale humide et les anciennes forêts fortement dégradées.

## Sous-espèces
D'après Alan P. Peterson, 4 sous-espèces ont été décrites :
- Momotus mexicanus castaneiceps Gould, 1855
- Momotus mexicanus mexicanus Swainson, 1827
- Momotus mexicanus saturatus Nelson, 1897
- Momotus mexicanus vanrossemi R.T. Moore, 1932